# Палоско
Палоско (італ. Palosco) — муніципалітет в Італії, у регіоні Ломбардія, провінція Бергамо.
Палоско розташоване на відстані близько 470 км на північний захід від Рима, 55 км на схід від Мілана, 18 км на південний схід від Бергамо.
Населення — 5851 особа (2014).
Щорічний фестиваль відбувається 10 серпня. Покровитель — Святий Лаврентій.

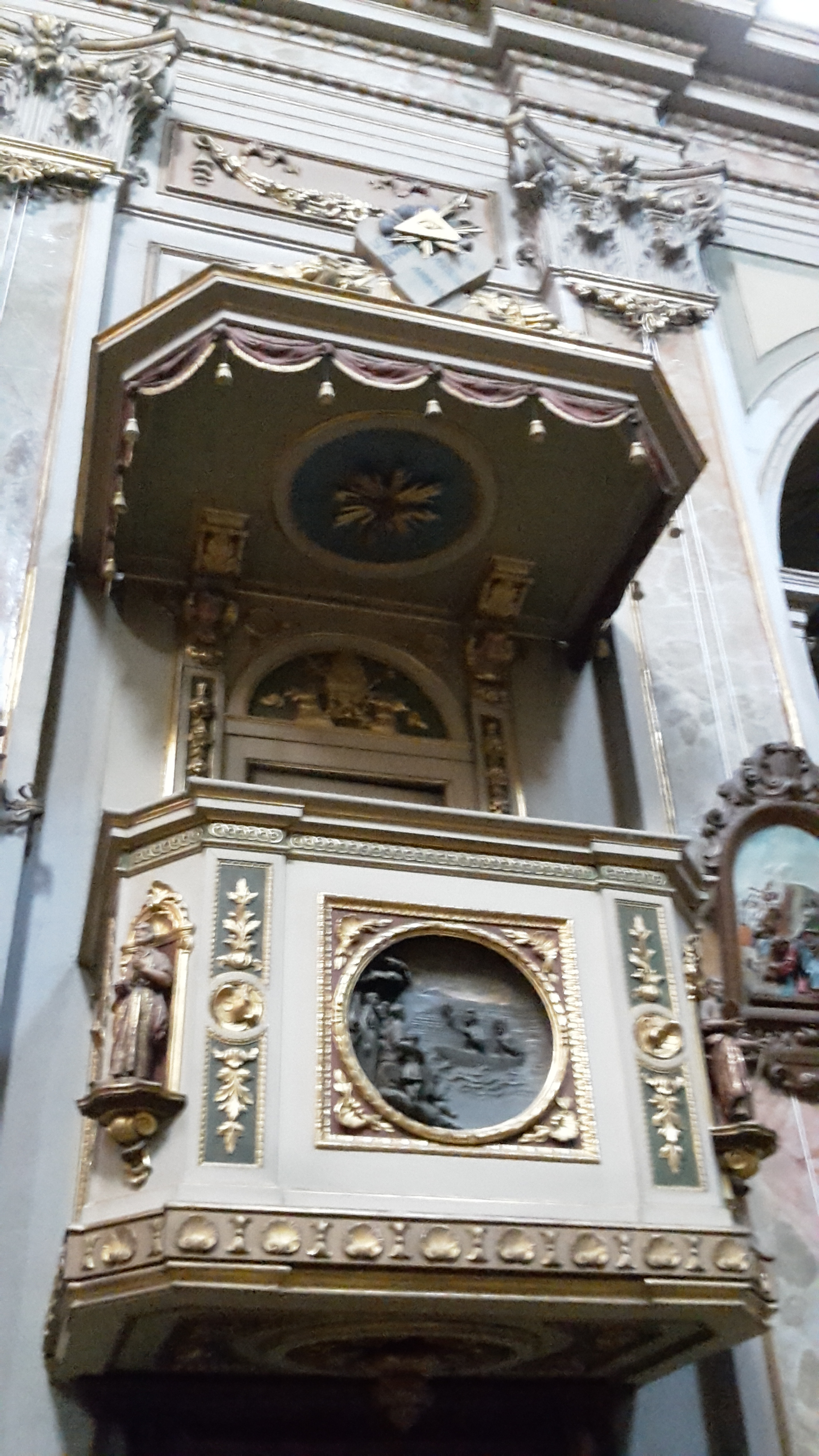
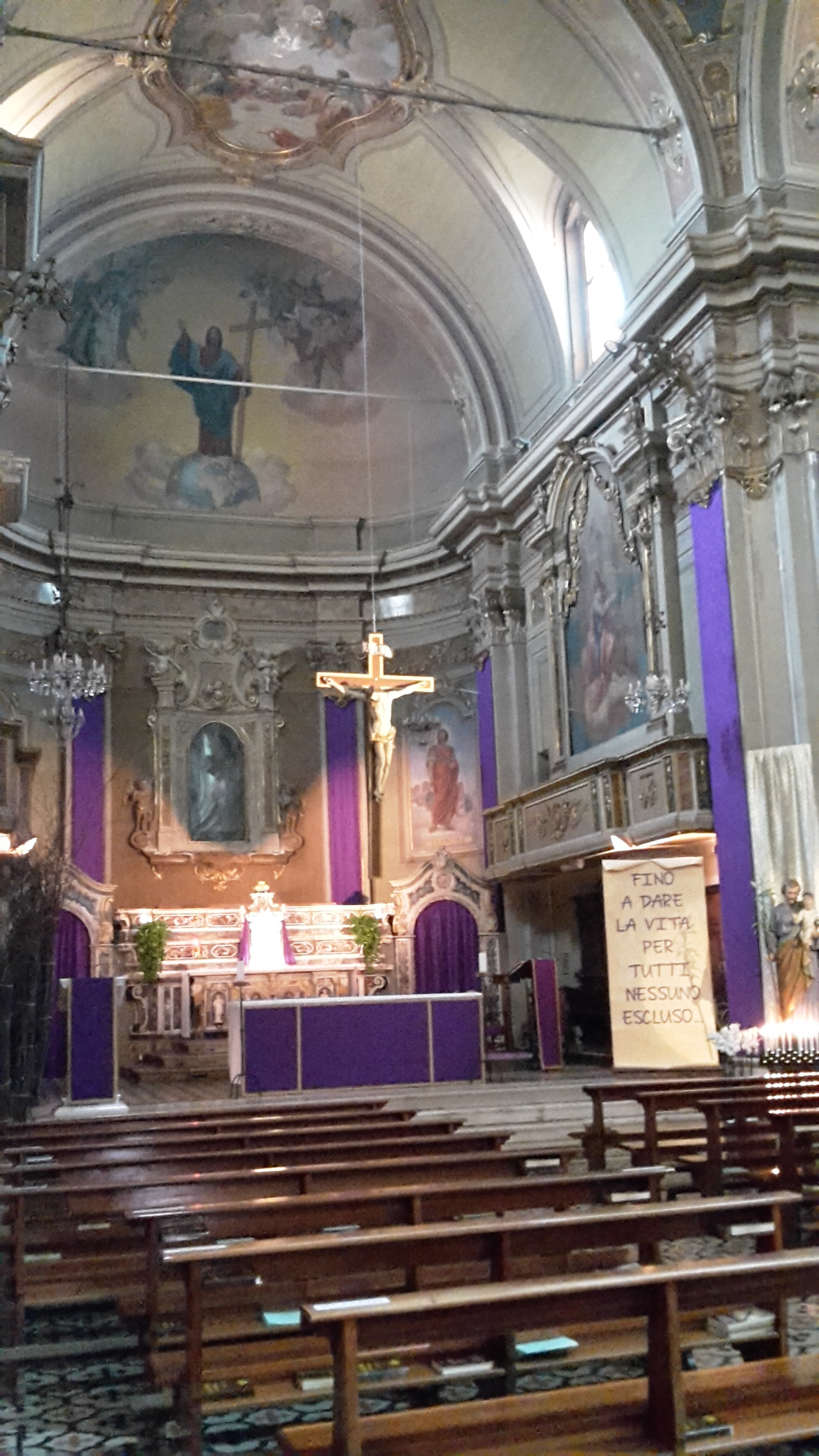
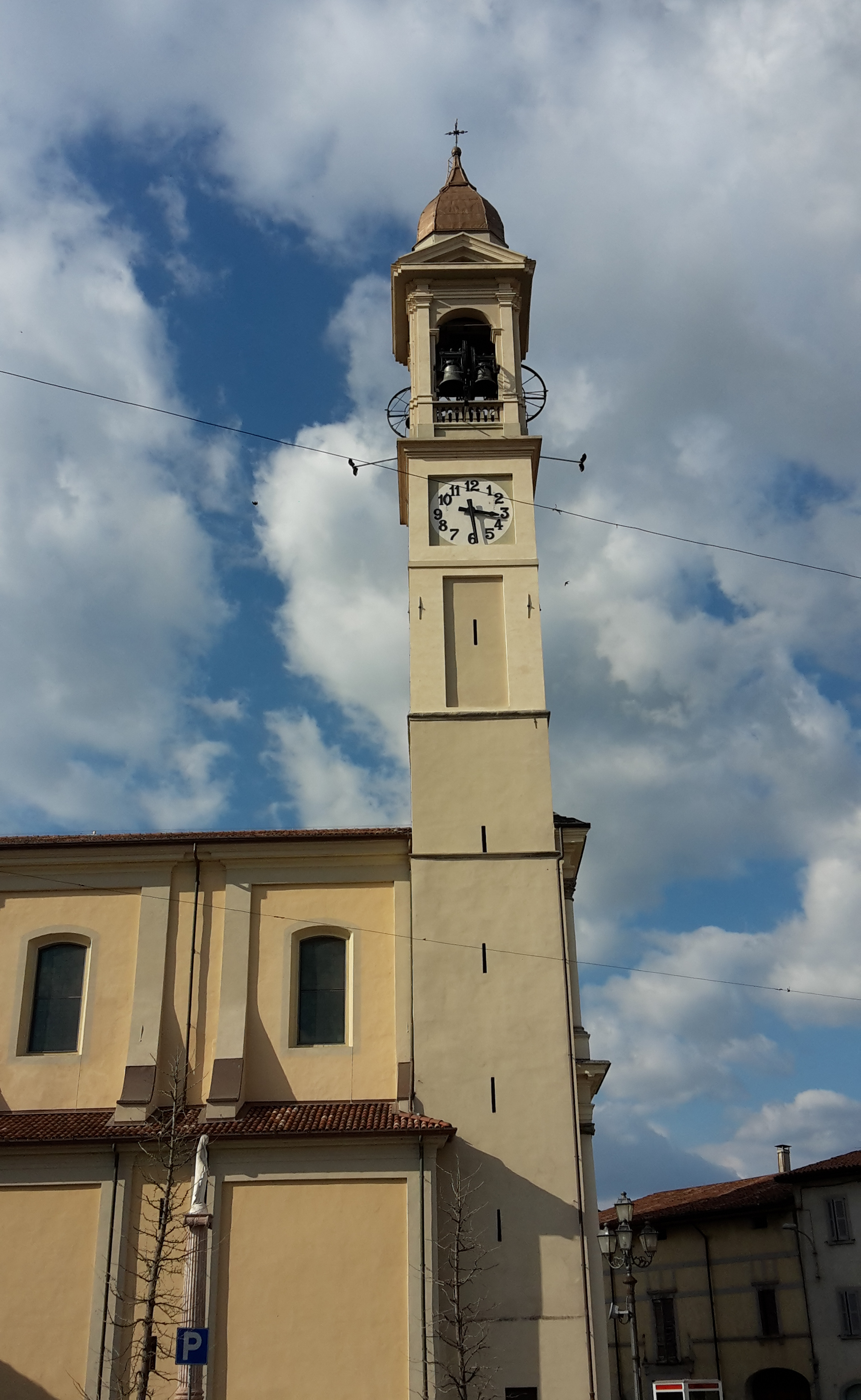
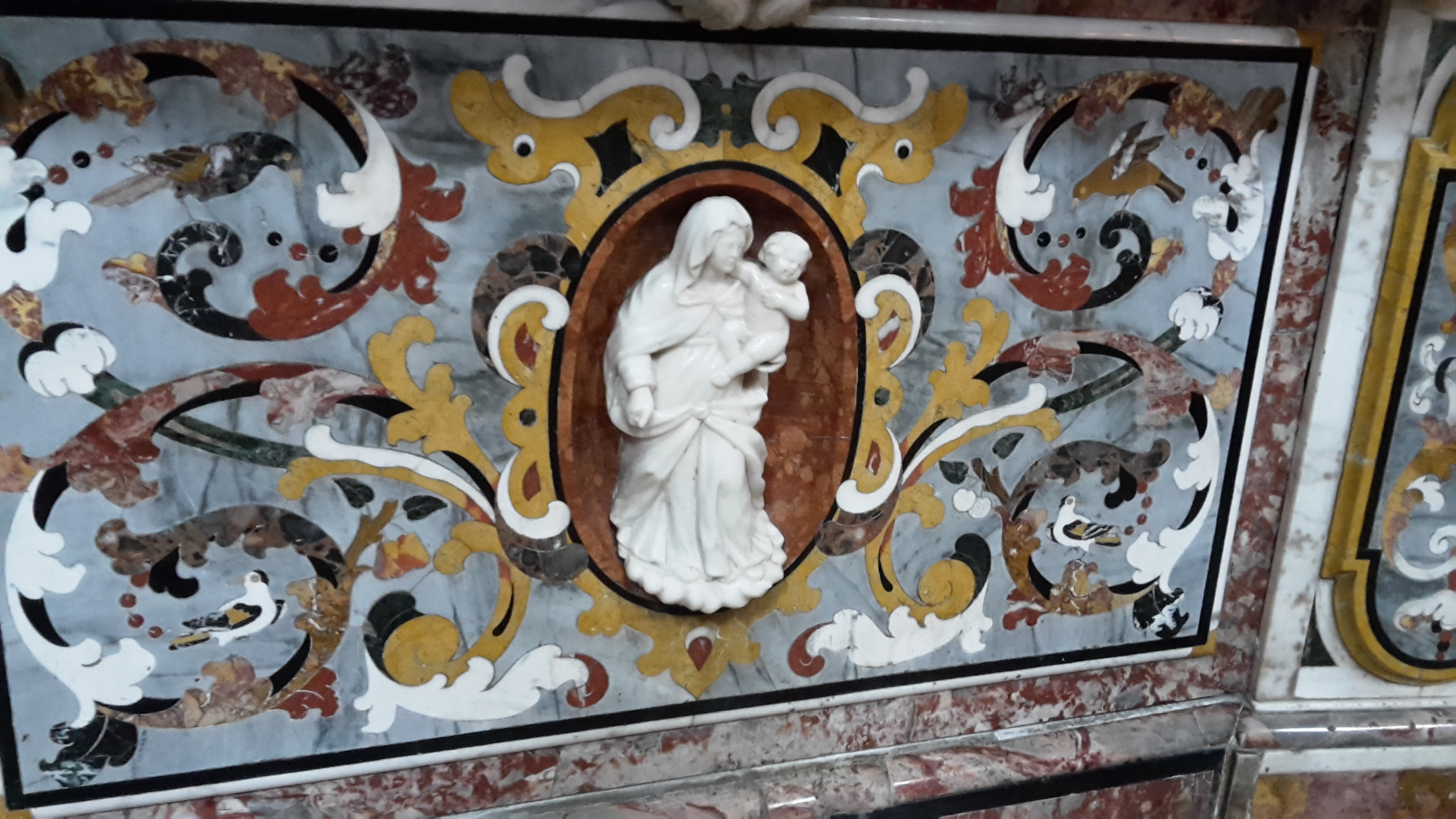
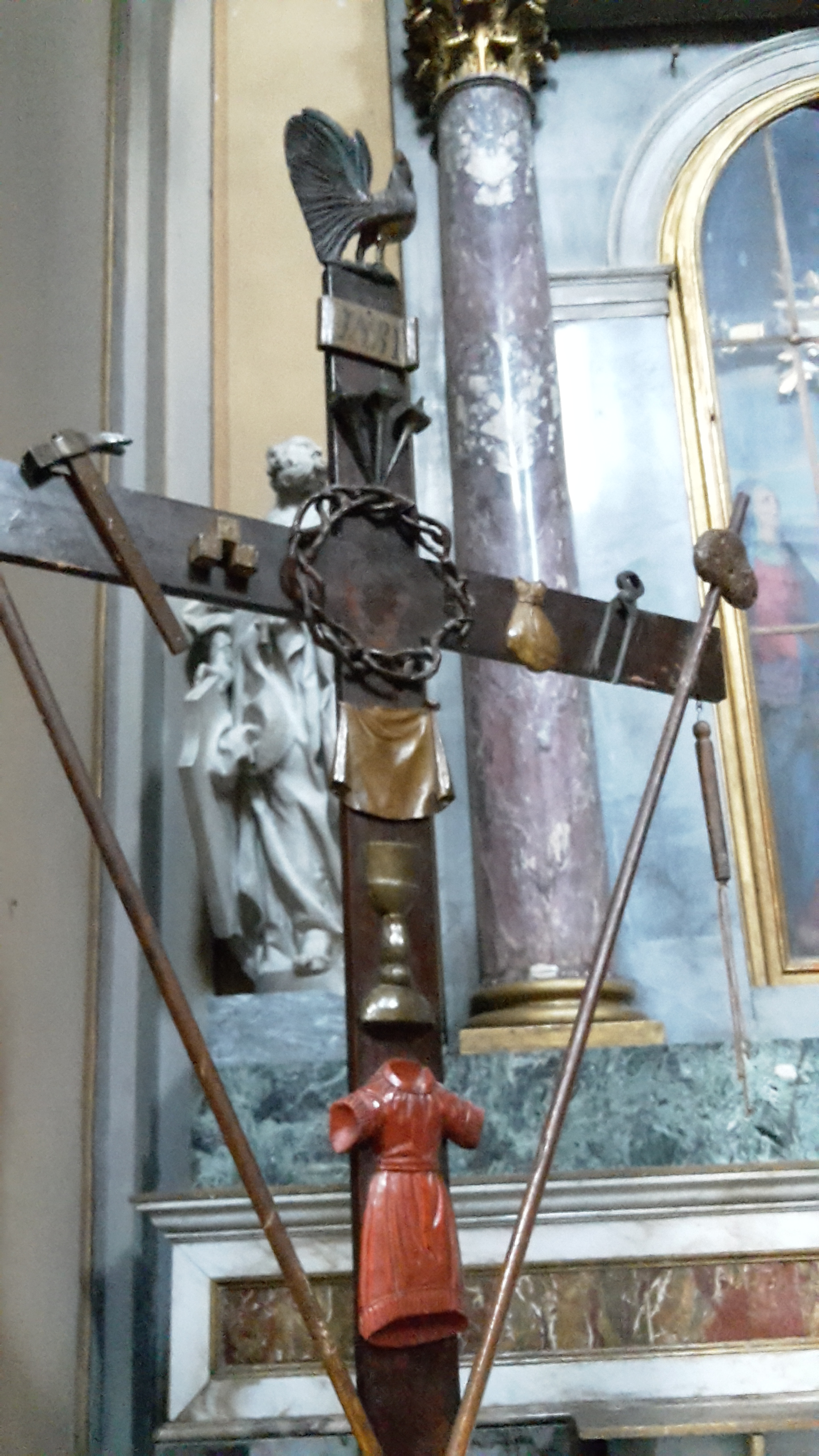
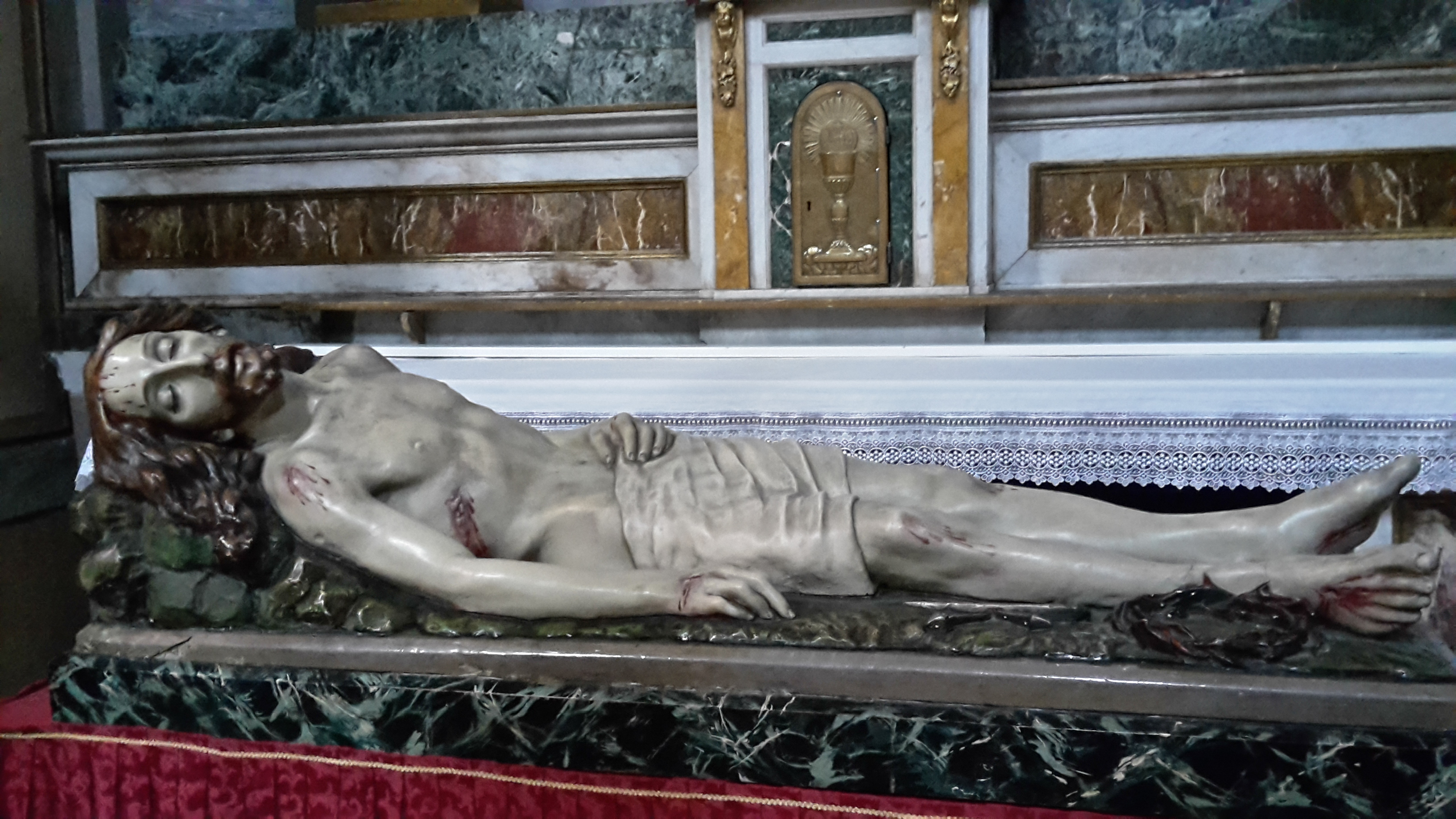

## Демографія
Населення за роками:

Станом на 1 січня 2023 року в муніципалітеті офіційно проживали 633 іноземці з 26 країн, серед них 63 громадяни країн Євросоюзу та 11 громадян України.

## Сусідні муніципалітети
- Больгаре
- Кальчинате
- Чивідате-аль-П'яно
- Мартіненго
- Морніко-аль-Серіо
- Палаццоло-сулл'Ольйо
- Понтольйо
- Тельгате